# Mercurio rosso
Il mercurio rosso (in inglese red mercury) sarebbe un composto chimico, una sostanza immaginaria che molte fonti, ritenute inaffidabili, dichiaravano come un componente che poteva essere usato nella costruzione di bombe nucleari.
I campioni ottenuti da sequestri fatti ai presunti terroristi invariabilmente consistono di nulla più che vari tipi di coloranti rossi o di polveri di scarso valore, che alcuni autori sospettano siano trappole, il punto finale di una campagna di disinformazione condotta da vari servizi segreti con lo scopo di individuare, arrestare e/o eliminare alcuni gruppi terroristici. Anche se questa conclusione appare alquanto forte, anche se non del tutto implausibile, la tematica del "mercurio rosso" rimane un argomento velato di mistero e capace di generare dispute.

## Storia
Riferimenti al mercurio rosso cominciarono ad apparire nelle maggiori fonti informative russe ed occidentali nei tardi anni ottanta. Questi articoli non specificavano mai cosa fosse il mercurio rosso, ma nonostante tutto dichiaravano che era di grande importanza per un certo tipo di armi nucleari "avanzate", oppure che veniva utilizzato nella costruzione di qualche tipo di arma nucleare a fissione amplificata. Appena queste storie apparirono sulla stampa, alcuni individui cominciarono a tentare di comprare la sostanza. A quel punto la natura dichiarata della sostanza cominciò a cambiare, e con l'andar del tempo si trasformò in qualsiasi cosa fosse d'interesse al compratore. Come la rivista New Scientist raccontava nel 1996, un rapporto dello LLNL sottolineava che:
Il rapporto, compilato da ricercatori del Los Alamos National Laboratory, mostra che nelle mani di falsari e criminali, il mercurio rosso può fare qualsiasi cosa che un qualsiasi demagogo del Terzo Mondo possa desiderare. Desiderate una scorciatoia nella costruzione di una bomba atomica? Vi serve un componente essenziale per i giroscopi di un sistema di guida inerziale per missili balistici sovietici? Oppure volete l'alternativa russa  alla vernice anti-radar per ogni tipo di velivolo stealth? Quello di cui avete bisogno è il favoloso Mercurio Rosso !»
(New Scientist, 1996)
Un evento chiave nella storia del mercurio rosso fu un articolo con il titolo Yeltsingate nel giornale sovietico Pravda del 1993. Dichiarando di basarsi su dei memorandum top secret che erano stati fatti filtrare, faceva notare che il mercurio rosso era:
Il mercurio veniva offerto in vendita per tutta l'Europa ed il Medio Oriente da uomini d'affari russi, che trovarono molti compratori capaci di sborsare qualsiasi cifra per una sostanza della quale non avevano la più pallida idea di cosa fosse. In un caso, la rivista Jane's Intelligence Review osservò che agenti operativi di al-Qâ’ida stavano cercando di comprare qualsiasi materiale nucleare potessero trovare, e vennero truffati da un piazzista del mercurio rosso.
Uno studio del Bulletin of the Atomic Scientists del 1997, si è concluso con quello che potrebbe essere il migliore riassunto della questione:
Secondo Peter Hounam e Steve McQuillan invece il Sudafrica avrebbe fabbricato il mercurio rosso e, con questo, un migliaio di armi nucleari tattiche in miniatura che in quel periodo sarebbero poi cadute nelle mani di privati cittadini sudafricani di estrema destra legati al precedente governo di Pretoria.

## L'inganno per la fabbricazione di armi
Una trasmissione televisiva indicava che l'Unione Sovietica, che aveva un interesse formale nella non proliferazione nucleare, incoraggiò il KGB ed il GRU per organizzare operazioni "sting" (pungiglione) per scoprire chiunque fosse interessato nella ricerca di accordi per acquistare o vendere materiali nucleari per armi di distruzione di massa. I servizi di intelligence sovietici crearono il mito della necessità del "mercurio rosso" per quel tipo di ordigni nucleari compatti che i terroristi e i governi "rinnegati" potevano cercare. Questo potrebbe dare una spiegazione chiara e netta per l'improvvisa "comparsa" del mercurio rosso nella stampa, ma allora sembra difficile capire perché in seguito avrebbero gettato pubblico discredito sul mercurio rosso in quello che sembrava essere un programma di successo.